# Aspūgheh
Aspūgheh (persiska: اسپوغه) är en ort i Iran.   Den ligger i provinsen Västazarbaijan, i den nordvästra delen av landet, 500 km väster om huvudstaden Teheran. Aspūgheh ligger 1 324 meter över havet och antalet invånare är 166.
Terrängen runt Aspūgheh är kuperad norrut, men söderut är den platt. Aspūgheh ligger nere i en dal. Runt Aspūgheh är det ganska tätbefolkat, med 155 invånare per kvadratkilometer. Närmaste större samhälle är Būkān, 16,9 km söder om Aspūgheh. Trakten runt Aspūgheh består till största delen av jordbruksmark.